# Джад Бюхлер
Джадсон Дональд Бюхлер (англ. Judson Donald Buechler, нар. 19 червня 1968, Сан-Дієго, США) — американський професіональний баскетболіст, що грав на позиції легкого форварда за низку команд НБА. Триразовий чемпіон НБА. Згодом — баскетбольний тренер. З 2018 року працює асистентом головного тренера команди «Нью-Йорк Нікс».

## Ігрова кар'єра
На університетському рівні грав за команду Арізона (1986–1990), де також грав у волейбол. 
1990 року був обраний у другому раунді драфту НБА під загальним 38-м номером командою «Сіетл Суперсонікс», проте одразу був обміняний до «Нью-Джерсі Нетс». Захищав кольори команди з Нью-Джерсі протягом одного сезону.
Частину 1991 року виступав у складі «Сан-Антоніо Сперс».
1991 року перейшов до «Голден-Стейт Ворріорс», у складі якої провів наступні 3 сезони своєї кар'єри.
Наступною командою в кар'єрі гравця була «Чикаго Буллз», за яку він відіграв 4 сезони. За цей час тричі ставав чемпіоном НБА.
З 1999 по 2001 рік грав у складі «Детройт Пістонс».
Частину 2001 року виступав у складі «Фінікс Санз».
Останньою ж командою в кар'єрі гравця стала «Орландо Меджик», до складу якої він приєднався 2001 року і за яку відіграв один сезон.

## Тренерська робота
2016 року став асистентом головного тренера команди «Лос-Анджелес Лейкерс», де пропрацював два роки. З 2018 року працює асистентом головного тренера команди «Нью-Йорк Нікс».